# Lysandra violaceo-lunulata
Lysandra violaceo-lunulata är en fjärilsart som beskrevs av Tutt. Lysandra violaceo-lunulata ingår i släktet Lysandra och familjen juvelvingar. Inga underarter finns listade i Catalogue of Life.